# Línea 25 (TUC Pamplona)
| 25 | Bianako Printzea ↔ Mutiloa Príncipe de Viana ↔ Mutilva |

La línea 25 del Transporte Urbano Comarcal de Pamplona (EHG/TUC) es una línea de autobús urbano que conecta Mutilva con Pamplona.
A lo largo de su recorrido conecta lugares importantes como la Plaza de las Merindades, el Monumento a los Caídos y el Parque Alfredo Landa.

## Historia
En diciembre de 2012 se inauguraron dos nuevas líneas, la 24 y la 25. La 25 daba servicio a las nuevas construcciones de Lezcairu y Mutilva.
En enero de 2020 se invirtió el recorrido de esta línea con el de la línea 17 desde Adela Bazo, a su paso por Mutilva. Asimismo se mejoraron las frecuencias.

## Explotación

### Frecuencias
La línea está operativa todos los días del año. Estas son las frecuencias:
- Laborables: 30' (de 06:36 a 22:18)
- Sábados: 30' (de 06:36 a 22:18)
- Domingos y festivos: 60' (de 06:39 a 22:06)

### Recorrido
Todos los autobuses realizan todo el recorrido.

## Paradas
|  | Parada                                        | Parada | Parada | Parada | Parada                                           | Municipio | Correspondencia                          |  |
|  | --------------------------------------------- | ------ | ------ | ------ | ------------------------------------------------ | --------- | ---------------------------------------- |  |
|  | Plaza del Príncipe de Viana nº2-3             |        | ■      |        | Bianako Printzearen Plaza 2-3                    | Pamplona  | 1 2 3 4 5 8 9 10 11 12 15 17 18 20 21 23 |  |
|  | Avenida de la Baja Navarra nº14               |        | ■      |        | Bexe Nafarroako Etorbidea 14                     | Pamplona  | 1 2 3 4 5 6 8 9 10 11 12 17 18 20 22 23  |  |
|  | Calle Amaya nº22                              |        | ■      |        | Amaya Kalea 22                                   | Pamplona  | 1 6 9 17                                 |  |
|  | Calle Aoiz (frente TVE)                       |        | ■      |        | Agoitzeko Kalea (TVEaren parean)                 | Pamplona  | 17                                       |  |
|  | Avenida de Juan Pablo II (Calle Cataluña)     |        | ■      |        | Ioan Paulo IIaren Etorbidea (Katalunia Kalea)    | Pamplona  | 17                                       |  |
|  | Avenida de Juan Pablo II (Calle Adela Bazo)   |        | ■      |        | Ioan Paulo IIaren Etorbidea (Adela Bazo Kalea)   | Pamplona  | 17                                       |  |
|  | Calle San Saturnino nº25                      |        | ■      |        | Done Saturdiko Kalea 25                          | Mutilva   |                                          |  |
|  | Calle Eguzki nº54                             |        | ■      |        | Eguzki Kalea 54                                  | Mutilva   |                                          |  |
|  | Calle Ezkibel nº18                            |        | ■      |        | Ezkibel Kalea 18                                 | Mutilva   |                                          |  |
|  | Plaza Valle de Aranguren nº3                  |        | ■      |        | Aranguren Ibarreko Plaza nº3                     | Mutilva   | 17                                       |  |
|  | Avenida de Pamplona nº119                     |        | ■      |        | Iruñeko Etorbidea 119                            | Mutilva   |                                          |  |
|  | Avenida de Pamplona nº61                      |        | ■      |        | Iruñeko Etorbidea 61                             | Mutilva   |                                          |  |
|  | Avenida de Pamplona nº7                       |        | ■      |        | Iruñeko Etorbidea 7                              | Mutilva   |                                          |  |
|  | Paseo Ibaialde (frente nº17)                  |        | ■      |        | Ibaialde Pasealekua (17aren parean)              | Mutilva   |                                          |  |
|  | Paseo Ibaialde nº187                          |        | ■      |        | Ibaialde Pasealekua 187                          | Mutilva   |                                          |  |
|  |                                               |        |        |        |                                                  |           |                                          |  |
|  | Paseo Ibaialde nº187                          |        | ■      |        | Ibaialde Pasealekua 187                          | Mutilva   |                                          |  |
|  | Paseo Ibaialde nº17                           |        | ■      |        | Ibaialde Pasealekua 17                           | Mutilva   |                                          |  |
|  | Plaza San Pedro                               |        | ■      |        | San Pedro Plaza                                  | Mutilva   |                                          |  |
|  | Carretera Cordovilla (Paseo Mutilnova)        |        | ■      |        | Kordobilako Errepidea (Mutilnova Pasealekua)     | Mutilva   |                                          |  |
|  | Plaza Valle de Aranguren nº13                 |        | ■      |        | Aranguren Ibarreko Plaza nº13                    | Mutilva   | 17                                       |  |
|  | Calle Ezkibel (frente nº16)                   |        | ■      |        | Ezkibel Kalea (16aren parean)                    | Mutilva   |                                          |  |
|  | Calle San Saturnino nº6                       |        | ■      |        | Done Saturdiko Kalea 6                           | Mutilva   |                                          |  |
|  | Calle San Saturnino (frente nº23)             |        | ■      |        | Done Saturdiko Kalea (23aren parean)             | Mutilva   |                                          |  |
|  | Avenida de Juan Pablo II (Calle Adela Bazo)   |        | ■      |        | Ioan Paulo IIaren Etorbidea (Adela Bazo Kalea)   | Pamplona  | 17                                       |  |
|  | Avenida de Juan Pablo II (Calle Manuel López) |        | ■      |        | Ioan Paulo IIaren Etorbidea (Manuel Lopez Kalea) | Pamplona  | 17                                       |  |
|  | Calle Aoiz (frente Centro de Salud)           |        | ■      |        | Agoitzeko Kalea (Osasunextearen parean)          | Pamplona  | 1 6 9 17                                 |  |
|  | Calle Paulino Caballero nº39                  |        | ■      |        | Paulino Caballeroren Kalea 39                    | Pamplona  | 1 6 9 17                                 |  |
|  | Avenida de la Baja Navarra nº9                |        | ■      |        | Bexe Nafarroako Etorbidea 9                      | Pamplona  | 1 2 3 4 5 6 8 9 10 11 12 17 18 20 22 23  |  |
|  | Plaza del Príncipe de Viana nº2-3             |        | ■      |        | Bianako Printzearen Plaza 2-3                    | Pamplona  | 1 2 3 4 5 8 9 10 11 12 15 17 18 20 21 23 |  |

## Futuro
No se prevén nuevas extensiones o modificaciones del servicio por ahora.